# Adolphus Busch

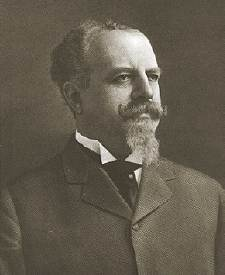
Adolphus Busch

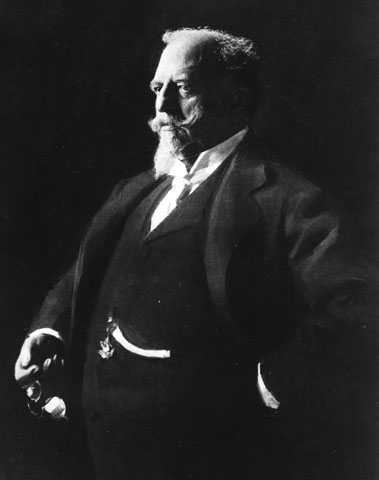
Adolphus Busch in seinen letzten Lebensjahren

Adolphus Busch (* 10. Juli 1839 in Kastel, Großherzogtum Hessen; † 10. Oktober 1913 in Lindschied) war ein deutsch-amerikanischer Unternehmer, Brauer und Mitbegründer der Brauerei-Dynastie Anheuser-Busch in den Vereinigten Staaten.

## Familiärer Hintergrund
Adolphus Busch wurde als jüngstes von einundzwanzig Kindern in Kastel geboren; heute ist Mainz-Kastel ein Stadtteil von Wiesbaden. Sein Vater Ulrich Busch war Hopfenhändler und Grundbesitzer.  Der Mainzer Gymnasiast Adolphus graduierte an der Akademie zu Darmstadt und besuchte eine Brüsseler Hochschule. Bereits 1857, als 18-Jähriger, wurde er vom Reisefieber ergriffen und entschloss sich zur Emigration. Während die meisten seiner Geschwister in Deutschland blieben, entschlossen sich einige von ihnen, ihr Glück in der Neuen Welt zu suchen. Unter ihnen waren die Brüder
- Johann, welcher eine Brauerei in Washington, Missouri, errichtete,
- Ulrich, der – wie Adolphus – eine Tochter von Eberhard Anheuser heiratete, mit ihr in Chicago lebte und seinen Geschäften mit Brauereibedarf nachging, und
- Anton, ein später wieder nach Mainz heimgekehrter Hopfenhändler.

## Erste Erfolge in Amerika
Adolphus Busch ließ sich in St. Louis im Bundesstaat Missouri nieder. Er war Angestellter im dortigen Großhandelshaus von William Hainrichshofen und lernte dieses Metier. Mit dem ausgezahlten elterlichen Erbe stieg Busch in die Großhandelsfirma von Ernst Wattenberg in St. Louis ein. 1865 kaufte er seinen Partner aus und führte das Unternehmen als Großhandelshaus für Brauereibedarf „Adolphus Busch & Co.“ weiter. Zu seinen Kunden gehörte auch die „Bayerische Brauerei“ in St. Louis, die – nachdem sie in finanzielle Schwierigkeiten geraten war – von dem 1840 aus Bad Kreuznach, Deutschland ausgewanderten Eberhard Anheuser übernommen worden war. Dabei machte der junge Busch Bekanntschaft mit Anheusers Tochter Lilly. Am 7. März 1861 ging Adolphus Busch mit der 17-jährigen Lilly Anheuser (1844–1928) die Ehe ein. Als Soldier gehörte er dann drei Monate lang der Unionsarmee der Nordstaaten an und war in Kämpfe verwickelt. Anheuser hatte es in den Staaten bereits zum wohlhabenden Seifenfabrikanten gebracht. Doch im Brauereigewerbe fehlten ihm die Kenntnisse des Fachmanns, so dass er sich entschloss, einen Fachmann anzuwerben. 1864 motivierte Anheuser seinen Schwiegersohn, in die Geschäftsleitung des Brauhauses „Anheuser & Co.“ überzuwechseln. Busch führte beide Unternehmen bis 1869 parallel, verkaufte dann seine Beteiligung am florierenden Großhandelshaus und übernahm von William O’Dench die Hälfte der Anheuser-Brauerei.

## Biere
Auf Europareisen in den frühen 1870er Jahren hörte Busch über Erfolge von Louis Pasteur bei der Abtötung von Mikroorganismen durch kurzzeitiges Erhitzen. Nach der Rückkehr begann er zu experimentieren und wandte als erster die Methode der Pasteurisierung auf Bier an. Es war der Anheuser-Brauerei damit möglich, Bier in konstanter Qualität im ganzen Land auszuliefern.
Busch kümmerte sich um neue Märkte, stellte technische Neuerungen vor und modernisierte die Geschäftsprozesse. 1879 wurde in Anerkennung seiner enormen Verdienste die Firma in Anheuser-Busch Brewing Association umbenannt. Als Anheuser im Jahr darauf starb, wurde Busch Präsident der inzwischen größten Braustätte in den USA und blieb es bis zu seinem Tod.
Das von Busch unter dem Namen Budweiser gebraute Bier wurde später zeitweise das meistverkaufte Bier der Welt. 1891 kaufte Busch von Carl Conrad die Handelsmarke und den Namen Budweiser, nachdem Buschs Brauerei bereits seit 1883 Bier unter diesem Label auf den Markt gebracht hatte. Im selben Jahr nahm die Adolphus Busch Glass Manufacturing Company die Produktion von Bierflaschen auf. 1901 überschritt der Bierausstoß Anheuser-Buschs erstmals in einem Jahr eine Million Barrel.
Busch betrieb mit einer Tagesproduktion von 4250 Tonnen Eis die damals größte Eismaschine der Welt. Darüber hinaus erwarb er im westlichen Illinois einige Kohlegruben, die über eine eigens dafür trassierte Bahnlinie seine Brauerei mit Brennstoff versorgte. Das Schienennetz in und um St. Louis geht größtenteils auf Busch zurück.

## Großunternehmer Busch und seinIndustrial Empire

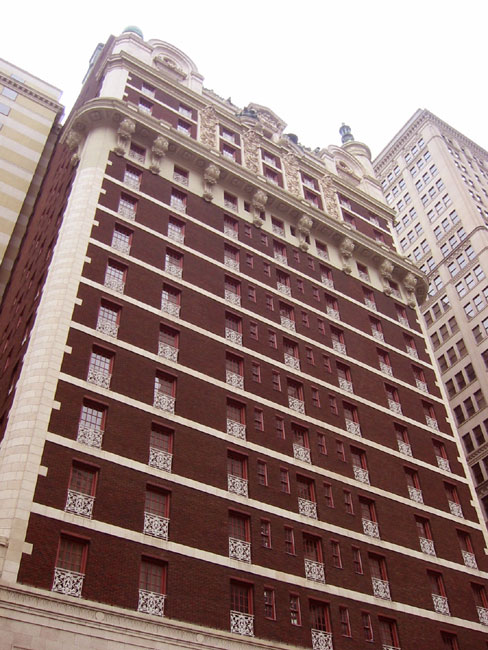
Das Adolphus Hotel in Dallas

Busch amtierte als Präsident einiger Bankhäuser und besaß Großgrundbesitz in Arkansas. In Chicago und in Dallas ließ er 1912 die Adolphus-Hotels erbauen. Das Adolphus war mit einer Höhe von 95 Metern seinerzeit das höchste Gebäude in Texas.
Während seiner Besuche in Deutschland stieß er auf den Dieselmotor, der 1893 der Öffentlichkeit vorgestellt wurde. Busch erkannte sofort dessen Bedeutung und erwarb im Jahre 1897 die Herstellungsrechte für die Vereinigten Staaten. Bereits ein Jahr später ließ Busch als Präsident der Diesel Motor Company of America den ersten in den Staaten konstruierten Dieselmotor bauen. 1912 gründete er mit den Schweizer Ingenieuren Sulzer in St. Louis die Busch-Sulzer-Brothers Diesel Engine Company.

## Philanthrop
Der Erfolg der Brauerei machte seinen Eigentümer unabhängig und gestattete es ihm, philanthropisch sowie als Förderer deutscher Kultur in den Staaten zu wirken.
Seine neue Heimatstadt verlieh Adolphus Busch den Titel eines „Ersten Bürgers“ und anerkannte dadurch die Verdienste des deutschen Einwanderers um das wirtschaftliche und kulturelle Leben, nicht nur von St. Louis, sondern der gesamten Vereinigten Staaten.
Adolphus Busch hatte die Kontakte nach Deutschland nie abreißen lassen. Als 1882 ein Rheinhochwasser auch Kastel in Mitleidenschaft zog, spendete der überseeische Gönner den Betroffenen in der Heimat viel Geld zur Linderung der ärgsten Not. Im Jahr 1902 erhielt die Quelle des Ochsenbrunnens in seinem Heimatort eine Einfassung mit einem beeindruckenden Gewölbe.
Der Millionär konnte es sich später leisten, einen eigenen Eisenbahn-Salonwagen auf Reisen zu benutzen, der auch bei Schiffsreisen mitgenommen wurde. Die Sommer verbrachte er gerne mit seiner Frau in Deutschland.

## Ehrungen
- Ehrenmitgliedschaft bei der Versuchs- und Lehranstalt für Brauerei in Berlin

## Tod

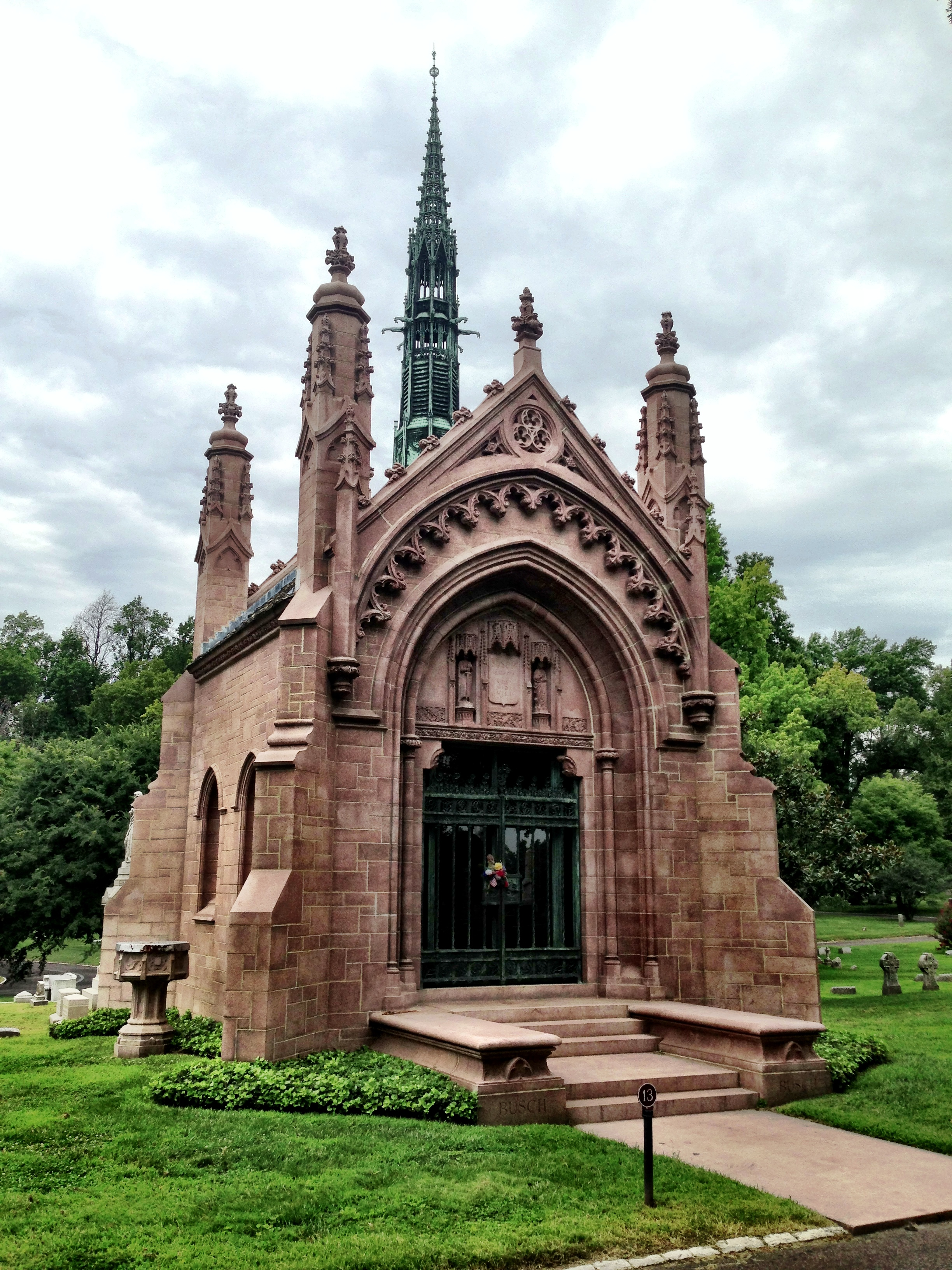
Das Busch Mausoleum in St. Louis

Adolphus Busch starb am 10. Oktober 1913 in der nach seiner Frau benannten Villa Lilly in Lindschied im Taunus. Er litt seit 1906 an einem Ödem, einer Schwellung des Gewebes aufgrund einer Einlagerung von Flüssigkeit aus dem Gefäßsystem. Sein Sarg mit den sterblichen Überresten wurde 1915 per Bahn und Schiff nach St. Louis überführt und danach im Busch Mausoleum im Bellefontaine Cemetery in St. Louis bestattet.
Die Brauerei wurde von seinem Sohn August Anheuser Busch, Sr. fortgeführt.

## Familien
Ulrich Busch (* 12. Dez. 1779 Mainz-Kastel; † Juli 1852 Mainz-Kastel), Händler, Gastwirt, Grundbesitzer, der Vater von Adolphus, war zweimal verheiratet:
- ⚭ I. 1805 mit Catharina Ankermüller († 1815), mit dieser Ehefrau hatte er sieben Kinder:
  - Kasper Busch (* 1806)
  - Mathias Busch (* 1806)
  - Georg Busch (* 1808)
  - Balthasar Busch (* 1810; † Kindheit)
  - Catharina Busch (* 1812)
  - Balthasar Busch (* 1813)
  - Barbara Busch (* 1815)

- ⚭ II. 3. Mai 1816 in Mainz-Kastel, mit Barbara Pfeifer (* 1797; † 12. Mrz. 1844) hatte er 16 Kinder. Die bekanntesten Kinder aus der Ehe mit Barbara waren:
- Apollonia Busch (* 1824 Mainz-Kastel; † 1918), ⚭ I. Peter Rock (* Heidenrod-Laufenselden; † Dez. 1853), Kreisbaumeister; ⚭ II. Franz Reisinger († 1890), Besitzer der Mittelrheinischen Zeitung; ⚭ III. Hugo Reisinger (* 1856 Wiesbaden; † 1914), Geschäftsmann, Kunstsammler (Busch-Reisinger Museum in der Harvard-University, Cambridge).
- Hans/John Busch (* 1832 Mainz-Kastel; † 1922), errichtete Brauerei in Washington (Missouri).
- Ulrich Busch, jr. (* 1833 Mainz-Kastel; † 1923), handelte mit Brauereibedarf in St. Louis ⚭ 7. Mrz. 1861 Anna Anheuser († 8. Apr. 1916)
  - Edward Busch (* 1862)
  - Alfred Busch (* 1866)
  - Lillia Busch (* 1870)
  - Otto Busch (* 1871)
  - Franz Busch (* 1874)
  - Paula Busch (* 1877)
- Anton Baptist Busch (* 19. Dez. 1836 Mainz-Kastel: † 1904), Hopfenhändler, kehrte von USA nach Mainz zurück

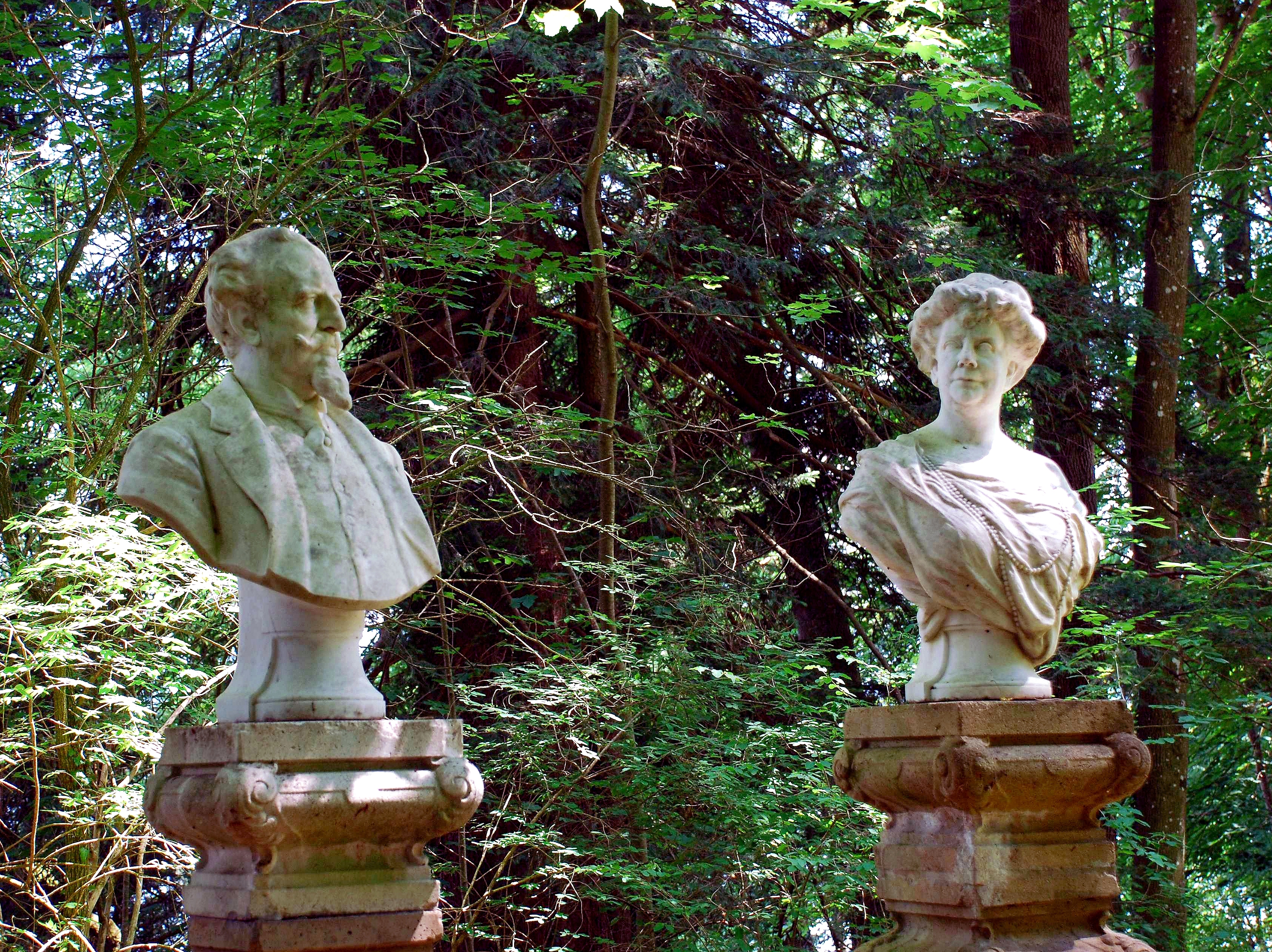
Adolphus und Lilly Busch, Büsten von Johannes Boese (1913) im Park von Schloss Höhenried

- Adolphus Busch ⚭ 7. März 1861 Lilly Anheuser (* 12. Aug. 1844; † 25. Febr. 1928 St. Louis, Missouri).  Sie war die Tochter von Eberhard Anheuser. Adolphus und Lilly hatten 15 Kinder:
  - Gustav Busch (* 1861)
  - Nelli Busch (* 1863; † 1934)
  - Edward Busch (* 1864; † 1879)
  - August Busch, I. (* 29. Dez. 1865; † 10. Febr. 1934 St. Louis) ⚭ Alice Edna Ziesemann (* 1866; † Mai 1958). August übernahm die Brauerei von seinem Vater Adolphus. August und Alice hatten fünf Kinder:
    - Adolphus Busch, III. (* 10. Febr. 1891; † 29. Aug. 1946). Er übernahm die Brauerei Anheuser-Busch Companies. ⚭ I. Sept. 1930, ⚭ II. 21. Juni 1913 Catherine Milliken (* 3. Juni 1881; † 25. Dez. 1961 St. Louis)
    - Marie Busch (* 1892; † 1963) ⚭ I. Constantin Dantes, ⚭ II. Drummond Jones († 1. Jan. 1946), ⚭ III. 7. Febr. 1947 Andrew P. Szombati
    - Clara Busch (* 1895; † 1957) ⚭ Percy Orthwein (* 1888; † 1957)
    - August („Gussi“) Busch, II. (* 28. Mrz. 1899; † 29. Sept. 1989 St. Louis) ⚭ I. 17. Apr. 1918 Marie Christy Church (* 22. Juni 1896; † 27. Jan. 1930 St. Louis), ⚭ II. 1933 Elizabeth Overton Dozier, ⚭ III. Margaret Rohde Snyder, ⚭ IV. 23. Mrz. 1952 Gertrude Buholzer (* 17. Febr. 1927)
    - Alice Busch (* 1904)

  - Adolphus Busch, II. (* 10. Juli 1868; † 15. Apr. 1898 St. Louis)
  - Alexis Busch (* 1869; † 1869)
  - Peter Busch (* 1869)
  - Emilee Busch (* 1870; † 1870)
  - Edmee Busch (* 1871; † 1955)
  - Peter Busch (* 7. Jan. 1872; † 21. Mai 1905 St. Louis)
  - Martha Busch (* 1873; † 1873)
  - Anna Louise Busch (* 7. Febr.  1875; † 16. Apr. 1936 St. Louis)
  - Clara Busch (* 16. Mai 1876; † 26. Jun. 1959 St. Louis)  ⚭ Paul von Gontard (1868–1941), Generaldirektor der Deutschen Waffen- und Munitionsfabriken
  - Carl Busch (* 1879–1882; † 8. Apr. 1915)
  - Wilhelmina Busch (* 10. Jan. 1884; † 23. Nov. 1952 München), errichtete von 1937 bis 1939 in Bernried am Starnberger See das Schloss Höhenried.

Wegen familiärer Bindungen zwischen Anheuser und Busch sind weitere Einzelheiten bei Eberhard Anheuser und dort bei Tochter Lilly ⚭ Adolphus Busch zu entnehmen.